# Акжайык (городская администрация Атырау)
Акжайык (каз. Ақжайық) — упразднённый аул в Атырауской области Казахстана. Находился в подчинении городской администрации Атырау. Входил в состав Балыкшинской поселковой администрации. Упразднён в 2018 г. Код КАТО — 231037200.

## Население
В 1999 году население аула составляло 1888 человек (885 мужчин и 1003 женщины). По данным переписи 2009 года, в ауле проживал 2191 человек (1062 мужчины и 1129 женщин).